# Revolution (The Veronicas-dal)
A Revolution a The Veronicas negyedik kislemeze, melyet Chantal Kreviazuk és Raine Maida szerzett (producerei is ők voltak) debütáló, The Secret Life of… című albumukra. 2006. augusztus 7-én jelent meg, The Revolution Tour című turnéjukkal egy időben. Mérsékelt sikereket ért el Ausztráliában, az ARIA listáján 18. lett. A dalhoz készült videóklip Brisbaneben tartott koncertjükből tartalmaz jeleneteket (2006 augusztusa).

## Számlista
1. Revolution – 3:05
2. When It All Falls Apart (Lost in Space Remix) – 4:56
3. Revolution (Live) – 3:30

## Slágerlistás helyezések
| Slágerlista (2006)     | Legjobb helyezés |
| ---------------------- | ---------------- |
| Ausztrál kislemezlista | 18               |